# Roland Thöni
Roland Thoeni, né le 17 janvier 1951 à Trafoi et mort le 4 avril 2021 à Bolzano, est un skieur alpin italien.
Roland Thoeni grandit avec son cousin Gustav Thöni, qui a 6 semaines de moins que lui, dans le petit village de montagne de Trafoi, au pied du Stilfser Joch.

## Palmarès

### Jeux olympiques d'hiver
| Épreuve / Édition | Descente | Slalom géant | Slalom |
| JO 1972 Sapporo   | —        | 27e          | Bronze |
| JO 1976 Innsbruck | 14e      | —            | —      |

### Championnats du monde
| Épreuve / Édition | Descente | Slalom géant | Slalom | Combiné |
| JO 1972 Sapporo   | —        | 27e          | Bronze | —       |
| JO 1976 Innsbruck | 14e      | —            | —      | —       |

### Coupe du monde
- Meilleur résultat au classement général : 7e en 1972
  - 2 victoires : 2 slaloms

#### Saison par saison
- Coupe du monde 1971 :
  - Classement général : 43e
- Coupe du monde 1972 :
  - Classement général : 7e
    - 2 victoires en slalom : Madonna di Campiglio et Pra Loup
- Coupe du monde 1973 :
  - Classement général : 44e
- Coupe du monde 1975 :
  - Classement général : 36e

### Arlberg-Kandahar
- Meilleur résultat : 2e place dans le combiné 1971 à Crans Montana/Mürren